# Monroe Palmer
Pour les articles homonymes, voir Palmer (patronyme).
Monroe Edward Palmer, baron Palmer de Child's Hill, (né le 30 novembre 1938) est un homme politique libéral démocrate britannique et un pair à vie à la Chambre des lords.

## Biographie
Né le 30 novembre 1938, Palmer est trésorier du Parti libéral entre 1971 et 1983. Il est nommé Officier de l'Ordre de l'Empire britannique (OBE) dans les honneurs du Nouvel An 1982. Il se présente dans la circonscription de Hendon Sud aux élections générales de 1979, 1983 et 1987 pour le parti libéral, et est co-trésorier du parti parlementaire libéral de 1977 à 1983. Après la création des libéraux démocrates, il se présente à Hastings et Rye aux élections générales de 1992 et 1997.
Palmer est conseiller de Barnet à Childs Hill, de 1986 à 2014 et est président de son comité d'audit. Le 19 novembre 2010, il est créé pair à vie avec le titre de baron Palmer de Childs Hill, de Childs Hill dans l'arrondissement londonien de Barnet le 17 janvier 2011.
Monroe Palmer est Expert-comptable et ancien associé principal en pratique générale.
À la Chambre des lords, Palmer parle, jusqu'en mai 2014, sur la défense (achats, logement, anciens combattants) et ensuite sur les affaires internationales, le gouvernement local, la fiscalité, la sécurité incendie et toutes les questions relatives au commerce et aux affaires. Il a un intérêt de longue date pour la réalisation de la paix au Moyen-Orient et est un orateur régulier sur les sujets de préoccupation pour la communauté juive britannique. Palmer est vice-président du Jewish Leadership Council.
Palmer est marié à Susette (qui a écrit un livre sur le tricot et des conférences sur les paquebots de croisière). Il a trois enfants et sept petits-enfants.